# ساشا اسلون
الکساندرا آرتورووانا یاتچنکو (به انگلیسی: Alexandra Artourovna Yatchenko؛ زادهٔ ۱۱ مارس ۱۹۹۵) که بیشتر با نام هنری ساشا الکس اسلون (پیش‌تر ساشا اسلون) شناخته می‌شود، خواننده-ترانه‌پرداز آمریکایی می‌باشد.

## اوایل زندگی
الکساندرا آرتورووانا یاتچنکو، خارج از بوستون بزرگ شد و پیانو زدن را خودش و با پیانویی که مادرش هنگام ۵ سالگی برای او خریده بود یادگرفت. پدربزرگ و مادربزرگ او در سیبری زندگی می‌کردند و او هنگام کودکی و در هنگام تابستان مدتی را در مزرعه ای در آنجا سپری می‌کرد. هنگامی که او ۱۹ سال داشت، به لس آنجلس مهاجرت کرد تا کار خود را به عنوان ترانه‌نویس ادامه دهد؛ و برای حمایت مالی از خود در کافی‌شاپ کار می‌کرد. او برای اولین بار در تلویزیون ملی آمریکا در برنامه د لیت شو ویت استیون کلبر در تاریخ ۱۷ بهمن ۱۳۹۷ دیده شد.

## حرفهٔ موسیقی

### ۲۰۱۵–۲۰۱۷: شروع کار
در سال ۲۰۱۵، اسلون در آهنگی به نام «ققنوس» از کاسکید حضور پیدا کرد. او علاوه بر خوانندگی در این قطعه در ترانه‌نویسی این قطعه نیز نقش داشته‌است. اسلون حرفه خود را با ترانه‌نویسی آهنگ‌هایی برای ایدینا منزل، مگی لیندمن و کامیلا کبیو ادامه داد. در سال ۲۰۱۷، اسلون در آهنگ «این‌شهر» از کیگو حضور داشت.

### ۲۰۱۸:دختر ناراحتوبازنده
اولین آلبوم چندآهنگه او، «دختر ناراحت» در تاریخ ۲۹ فروردین ۱۳۹۷ منتشر شد.
دومین آلبوم چندآهنگه او، «بازنده» در تاریخ ۸ آذر ۱۳۹۷ منتشر شد. در همان روز، اسلون اولین تور خود را نیز برای آلبوم «بازنده» اعلام کرد. تک‌آهنگ او به نام «بزرگ‌تر» نیز در برنامه د لیت شو ویت استیون کلبر در تاریخ ۱۷ بهمن ۱۳۹۷ اجرا شد.

### ۲۰۱۹-اکنون:خودپرتره،تک‌فرزندومن دنیا را سرزش می‌کنم
اسلون سومین آلبوم چندآهنگه خود را به نام «خودپرتره» در تاریخ ۲۶ مهر ۱۳۹۸ منتشر شد. او اظهار داشت «این آلبوم اشاره بسیاری به این دارد که من بسیار مضطرب هستم و علاقه ای به رفتن به مهمانی‌ها ندارم.»
در تاریخ ۱۵ فروردین سال ۱۳۹۹، اسلون تک‌آهنگ «صبر خواهم کرد» را با آهنگسازی کیگو، برای آلبوم آینده‌اش که «ساعت‌طلایی» نام دارد منتشر کرد. در روز بعد، موزیک ویدئو این آهنگ با هنرنمایی راب گرانکووسکی و کامیل کاستک منتشر شد که این موزیک ویدئو از ویدئوهای شخصی زندگی مشترک این دو شخص تشکیل شده بود.